# Teiuș
Teiuș [te.'juʃ] (ungarisch Tövis = Dorn, deutsch Dreykirchen, Dornstadt, Dornen) ist eine rumänische Kleinstadt im Kreis Alba in der Region Siebenbürgen.

## Geographische Lage
Die Kleinstadt Teiuș liegt östlich des Trascău-Gebirges im Westen Siebenbürgens. Am Unterlauf des Geoagiu (oder auch Stremț genannt) – einem rechten Zufluss des Mureș (Mieresch) –, an der Bahnstrecke Teiuș–Vințu de Jos und an der Europastraße 81, liegt der Ort 16 Kilometer nördlich von der Kreishauptstadt Alba Iulia (Karlsburg) entfernt.

## Geschichte
Teiuș wurde im Jahr 1296 gegründet und hat mehrere Kirchen: Eine Römisch-Katholische aus dem Jahr 1449, die für Johann Hunyadi errichtet und 1701–1704 im gotischen Stil wiedererrichtet wurde, und eine Kirche der unierten katholischen Gemeinde aus dem 17. Jahrhundert.

## Bevölkerung
1850 lebten auf dem Gebiet von Teiuș 2935 Einwohner. 2084 davon waren Rumänen, 586 Ungarn, 102 Roma, 23 Rumäniendeutsche. 1977 wurde mit 7718 die größte Bevölkerungszahl und auch die der Rumänen (6623) registriert. Die höchste Anzahl der Ungarn (1720) wurde 1910, die der Deutschen (133) 1890 und die der Roma (567) 2002 ermittelt. Seit der Erhebung 1880 wurden auf dem Gebiet von Teiuș Serben (zwei 1930; je einer 1977 und 1992), Ukrainer (je einer 1910 und 1977) und bei fast jeder Volkszählung wurden auch Slowaken (höchste Anzahl 21 im Jahr 1900) registriert. 2002 lebten auf dem Gebiet von Teiuș 7284 Menschen. 6297 waren Rumänen, 567 waren Roma, 414 Ungarn und fünf Deutsche.

## Verkehr
Teiuș ist von hoher Bedeutung für die rumänische Eisenbahn (CFR), denn es bildet einen wichtigen Verbindungspunkt für die Linie von Cluj-Napoca (Klausenburg) bzw. Arad über Sighișoara (Schäßburg) nach Brașov (Kronstadt), anschließend nach Ploiești und Bukarest.